# 文化放送戦後75年スペシャル「封印された真実〜軍属ラジオ」
『文化放送戦後75年スペシャル「封印された真実～軍属ラジオ」』（ぶんかほうそうせんご75ねんスペシャル ふういんされたしんじつ ぐんぞくラジオ）は、2020年8月15日18時から19時に、文化放送で放送され、さらにその後全国各地のラジオ局でも放送されたドキュメンタリー番組である。

## 概要
同番組は、文化放送が2020年の太平洋戦争終戦75周年の企画の一環として、史実として語り継がれていなかった史実を浮き彫りにしようとする「封印された真実」シリーズを企画したが、その第2部として企画されたものである。
この番組で取り上げた「軍属ラジオ」とは、プロパガンダ（政治宣伝）放送と、ジャミング（防圧）放送のことを指す。太平洋戦争の戦時中、アメリカ軍が日本国内に向けて、また日本国内からはアメリカ軍に向けてそれぞれプロパガンダ番組を放送したが、それを聞かせたくない大日本帝国政府は、ジャミングと呼ばれる意図的な妨害放送を実施した。また、埼玉県川口市の当時の日本放送協会（NHK放送センター）の送信所（のちに文化放送のAM放送用の送信所に転用し、今日に至る）の地下で「隠ぺい放送所」が建設されていたことも分かった。
この番組では、実際に、サイパン島（アメリカ合衆国領マリアナ諸島の一）から行われた米軍主催によるプロパガンダ放送、並びに大日本帝国政府がそれに対して行ったジャミングを再現し、戦時中の放送と軍事の「負の事実」を解き明かすという内容で放送された。

## 出演
- ナビゲーター:アーサー・ビナード（詩人）
- ナレーション:鈴木純子（文化放送アナウンサー）
- インタビューゲスト:柿沼久雄（元NHK職員・技師）、山本武利（早稲田大学・一橋大学名誉教授）、川崎隆章（放送史家）

## 受賞
- 2021年度第58回・ギャラクシー賞ラジオ部門大賞
- 2021年度日本民間放送連盟賞ラジオ部門グランプリ